# Christian Schäffer
Christian rytíř von Schäffer, též Schaeffer (17. ledna 1830 Vídeň – 6. května 1885 Úmonín) byl rakouský šlechtic a politik, v 2. polovině 19. století poslanec Říšské rady. Jeho vnučkou byla dostihová jezdkyně Lata Brandisová. Jeho starší bratrem byl diplomat Ignaz Schäffer.

## Biografie
Býval hejtmanem v rakouské armádě. Sňatkem s bohatou dědičkou Johanou Svobodovou (1837–1919). na něj přešla panství Úmonín, Opatovice a Křesetice. Měli spolu syny Victora (1862–1911), Christiana (1873–1937) a dceru Johanu (1871–1927), která se provdala za Leopolda Brandise (1854–1928). Mezi její potomky patřila Lata Brandisová, vítězka Velké pardubické.
Byl členem okresního výboru a zástupcem předsedy hospodářského akciového cukrovaru v Kutné Hoře.
V doplňovacích volbách v září 1871 se stal poslancem Českého zemského sněmu. Reprezentoval velkostatkářskou kurii, nesvěřenecké velkostatky. Znovu se na sněm vrátil v zemských volbách v roce 1883. Na sněmu setrval do své smrti roku 1885.
Působil i jako poslanec Říšské rady (celostátního parlamentu Předlitavska), kam usedl ve volbách roku 1879 za velkostatkářskou kurii v Čechách. Ve volebním období 1879–1885 byl zmiňován jako rytíř Christian von Schäffer, statkář, bytem zámek Úmonín.
Národní listy ho uváději jako ústavověrného (centralistického, provídeňského) poslance, ovšem seznam nově zvolených poslanců v listu Das Vaterland ho naopak řadí mezi státoprávně (pročesky) orientované konzervativní velkostatkáře. Mezi konzervativní statkáře ho řadí i databáze v publikaci Das österreichische Parlament von 1848–1966. Po volbách v roce 1879 se na Říšské radě připojil k Českému klubu (jednotné parlamentní zastoupení, do kterého se sdružili staročeši, mladočeši, česká konzervativní šlechta a moravští národní poslanci).
Ve volbách do Říšské rady roku 1885 byl za Stranu ústavověrného velkostatku, ovšem po dohodě se Stranou konzervativního velkostatku, opět umístěn na kandidátní listinu ve velkostatkářské kurii.
Zemřel v Úmoníně dne 6. května 1885 ve věku 55 let.